# Tune-o-matic

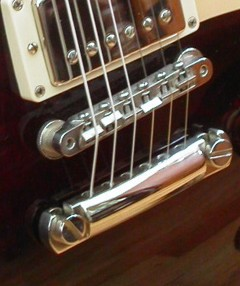
Tune-o-matic húrláb egy Les Paulon (rögzítőrúddal)

A tune-o-matic (rövidítve gyakran csak TOM) az elektromos gitárokon használatos számos húrláb változat egyike. A Gibson Guitar Corporation fejlesztette ki 1954-ben a Les Paul modellek számára, később számos más típuson is megjelent. A TOM egy fix rögzítésű híd, így tremoló nem tartozik hozzá.

## Működési elve
A gitároknál, és a húros hangszereknél általában - a megszólaltatás módjától eltekintve - három alapvető jellemző határozza meg a hang magasságát, illetve tiszaságát: a húr feszessége, tömege, valamint a rezgő húrhosszúság. Ez utóbbit nevezzük menzúrának, vagy skálahosszúságnak. A gitárok esetében ez az utóbbi tulajdonság határozza meg az oktávtisztaságot, azaz, hogy az üresen megpengetett húr, és a 12. érintőnél lefogott húr ugyanazt a hangot produkálja egy tiszta oktáv különbséggel.

## Szerkezete

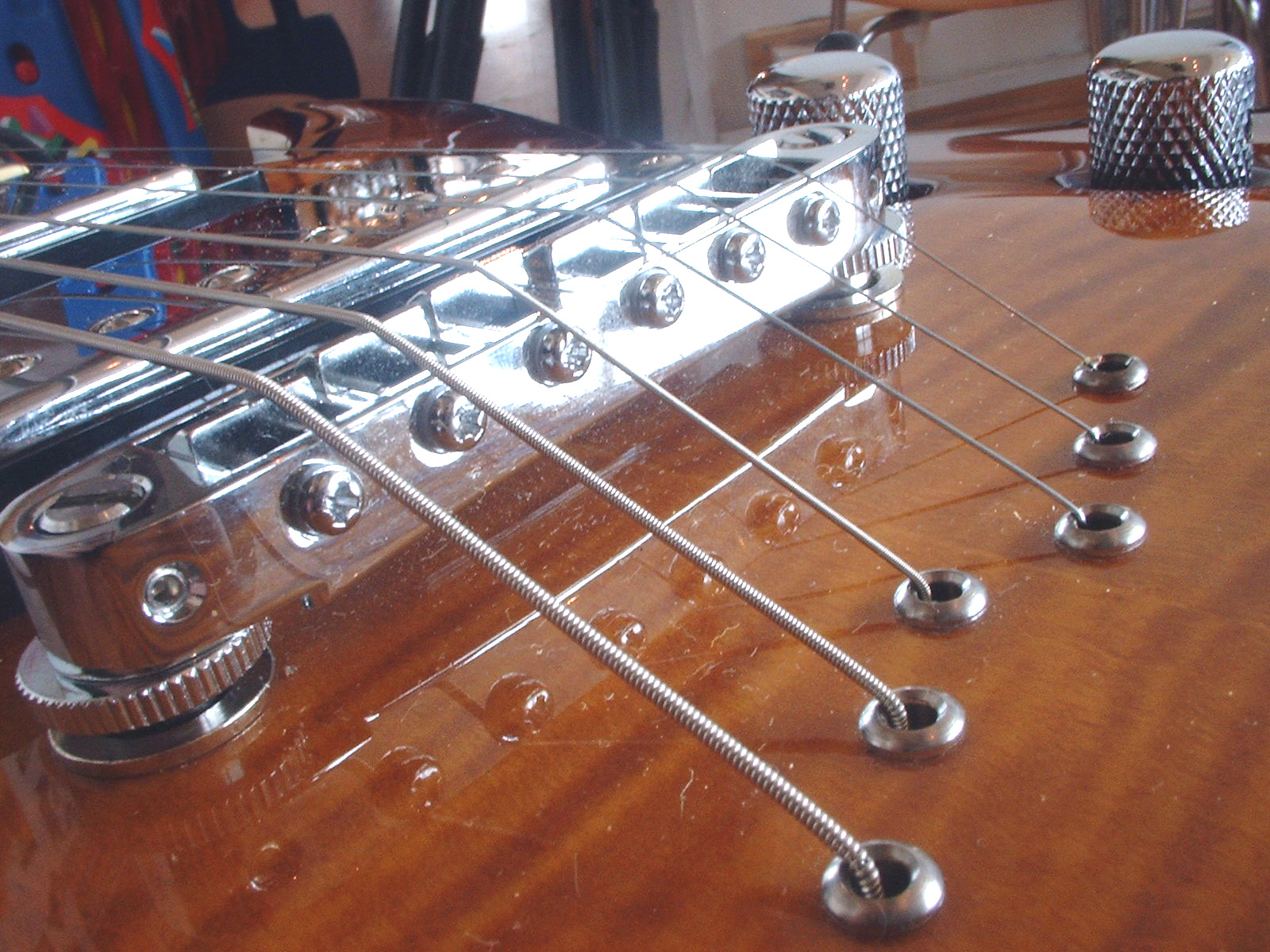
Testen átmenő húrozás esetén nincs rögzítőrúd

A tune-o-matic húrlábak fő alkatórésze egy hosszú rúd, mely két szélén rögzül a hangszertesthez. A rúdon találhatóak nyergek – minden egyes húrhoz külön-külön. A nyergek mindegyike külön-külön állítható, így befolyásolható az egyes húroknál a rezgő hosszúság.
A nyereg után a húrok a testhez rögzülnek. Itt eltérő konstrukciókkal lehet találkozni attól függően, hogy a húrokat a testen keresztül kell-e befűzni, vagy közvetlenül a lábhoz rögzülnek. Utóbbi esetben a lábhoz tartozik még egy fém rúd, mely rögzíti a húrvégeket (lásd a felső képen).
A tune-o-matic hidak nem teljesen egyenesek, hogy kövessék a fogólap görbületét. A standard Gibson TOM húrlábak rádiusza 12 hüvelyk.